# Distretto di Vinchos
Il distretto di Vinchos è uno dei quindici distretti della provincia di Huamanga, in Perù. Si trova nella regione di Ayacucho e si estende su una superficie di 955,13 chilometri quadrati.

Istituito il 2 gennaio 1857, ha per capitale la città di Vinchos; nel censimento del 2005 contava 16.312 abitanti.